# Bori (religião)
Bori é um culto animista dos hauçás da África Ocidental.
O termo bori é um substantivo hauçá, significando a força oculta que reside em coisas físicas, e está relacionada com a palavra que designa o álcool destilado (borassa) bem como a prática da medicina (boka). O culto de Bori é ao mesmo tempo uma instituição para controlar essas forças, e a execução de um ritual de "adorcismo" (em oposição ao exorcismo), dança e música pelas quais esses espíritos são controlados, e pela qual a doença é curada.

## Prática pós-islâmica e contemporânea
Eruditos muçulmanos do início do século XIX desaprovavam a religião híbrida praticada nas cortes reais, e um desejo de reforma era um dos principais motivos por trás da formação do Califado de Socoto.  Com o nascimento do califado, as práticas de Bori foram suprimidas e posteriormente proibidas pelos britânicos. Os rituais de posse de Bori sobreviveram nos estados refugiados hauçás (no que é hoje o norte do Níger) e em algumas áreas rurais de Hauçalândia. Os poderosos papéis consultivos das mulheres, exemplificados nas sacerdotisas Bori, desapareceram ou foram transferidos para mulheres muçulmanas em papéis de liderança acadêmica, educacional e comunitária. O colonialismo britânico e francês, no entanto, ofereceu pouco espaço para as mulheres nas hierarquias oficiais do governo indireto, e os papéis formais, como os Bori, para as mulheres no governo desapareceram em grande parte em meados do século XX.
Na moderna Hauçalândia muçulmana, o ritual Bori sobrevive em alguns lugares assimilados por práticas sincréticas. Os espíritos "babbaku" pré-muçulmanos dos Maguzaci foram adicionados ao longo do tempo com os espíritos "muçulmanos" ("farfaru"), e espíritos de (ou representando) outros grupos étnicos, mesmo os dos colonialistas europeus. Os aspectos de cura e "sorte" das performances dos membros de Bori, quase inteiramente mulheres, dão novos papéis sociais a seus rituais e praticantes.  As sociedades rituais de Bori, separadas das estruturas de governo, fornecem uma poderosa identidade corporativa para as mulheres que pertencem a elas através da prática da cura tradicional, bem como através da apresentação do festival de Bori como o ritual de iniciação "girka".